# Windschutzstreifen

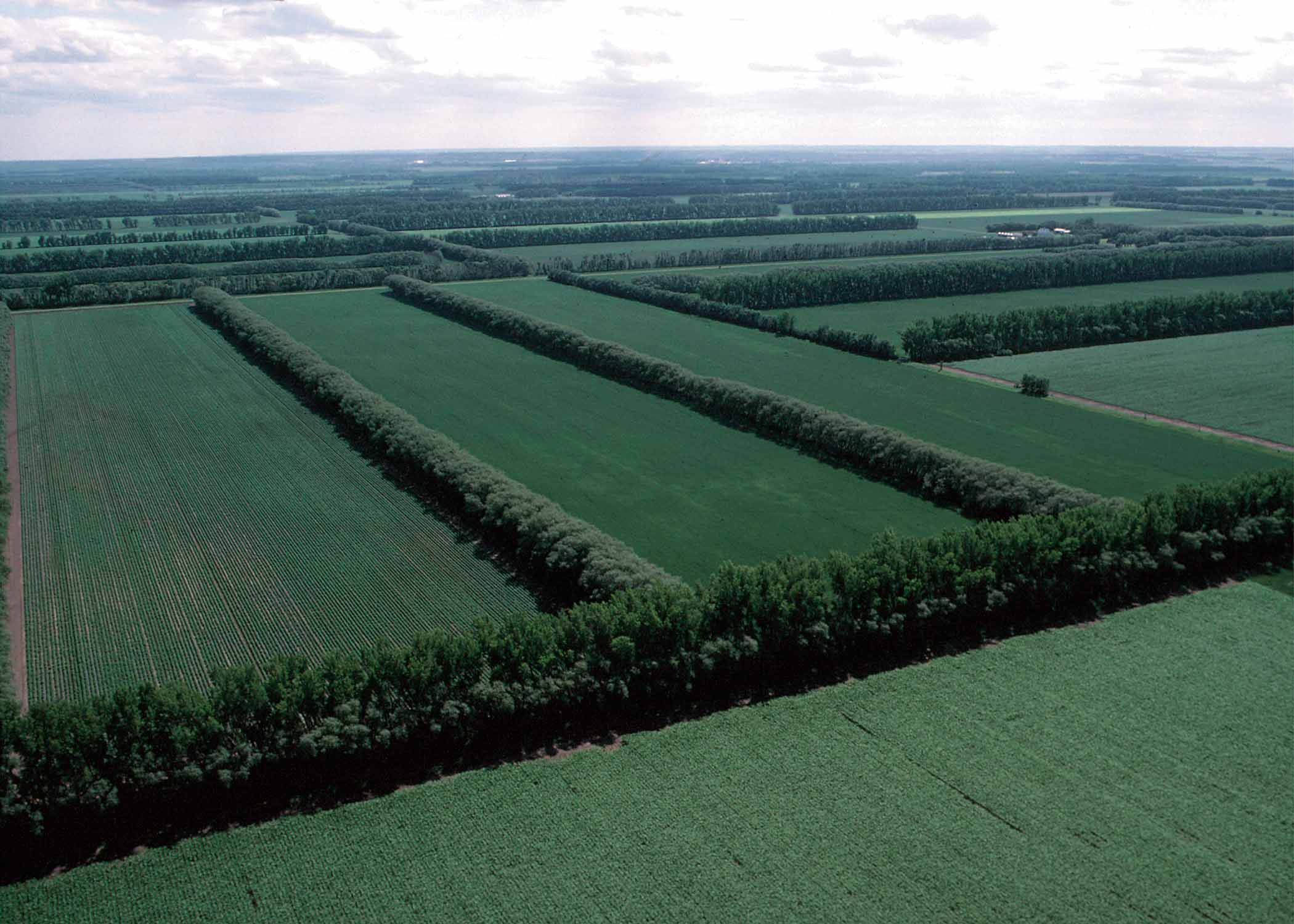
Windschutzstreifen in den USA

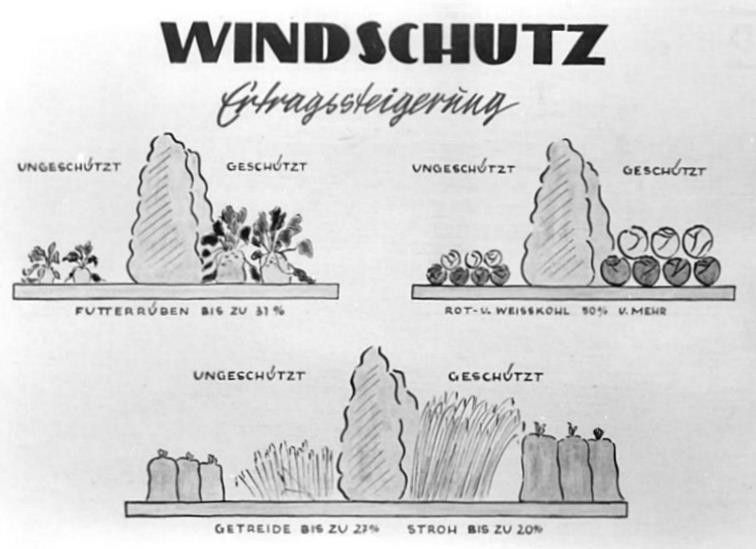
Ertragssteigerung durch Windschutzstreifen (1952)

Ein Windschutzstreifen (auch Waldschutzstreifen) ist eine Baumreihe oder ein bis zu 50 m breiter Waldstreifen, der Ackerflächen vor Deflation und Austrocknung schützt.
Besonders in den Schwarzerdegebieten der Sowjetunion wurden nach der Russischen Revolution bis zum Ende der Stalinherrschaft 1953 Waldschutzstreifen angelegt. Schon vor 1917 hatte Wassili Dokutschajew Experimente dazu unternommen.
Die Anlage von Waldschutzstreifen ist jedoch sehr arbeitsintensiv.